# Султан Аріфін Мінангсіях
Султан Аріфін Мінангсіях (*1745 — 1825) — раджа-алам Пагаруюнга у 1780—1821 роках.

## Життєпис
Про батьків та попередника на троні нічого не відомо. народився 1745 року в Пагаруюнгу. 1780 року спадкував владу. Продовжив політику, розпочатку монархами у 1759 році з послаблення впливу Голландської Ост-Індської компанії. Цього вдалося досягти 1795 року, коли голландці залишили Великі Зондські острови, внаслідок подій у Європі (Франція окупувала Нідерланди).
У 1784 році суфійський улем Туанку Нан Туо розпочав рух падрі, що мав багато спільно з салафізмом. Як наслідок в середині держави зростало протистояння традиціоналістів, прихильнкиів світскості та завзятих фундаменталістів з падрі. Наслідком стало відкрите збройне повстання падрі у 1803 році, що стала відома як війна падрі. 1815 році, коли падрі під проводом Туанку Пасамана напали на королівську столицю Пагаруюнг через що султан Мунінгсіях був змушений втекти до Лубукджамбі. Його 2 сини загинули, а столицю разом з палацом спалено.
Голландці повернулися в Паданг у травні 1819 року. В результаті договору з кількома пенгулу та представниками династії голландські війська виступили проти падрі у квітні 1821 року, відновивши на троні Мінангсіяха. Проте той невдовзі зрікся влади на користь онука Багагарсіяха. Помер колишній правительу серпні 1825 року.